# Spathulina arcucincta
Spathulina arcucincta är en tvåvingeart som beskrevs av Mario Bezzi 1924. Spathulina arcucincta ingår i släktet Spathulina och familjen borrflugor. Inga underarter finns listade i Catalogue of Life.